# Thomas Biebricher

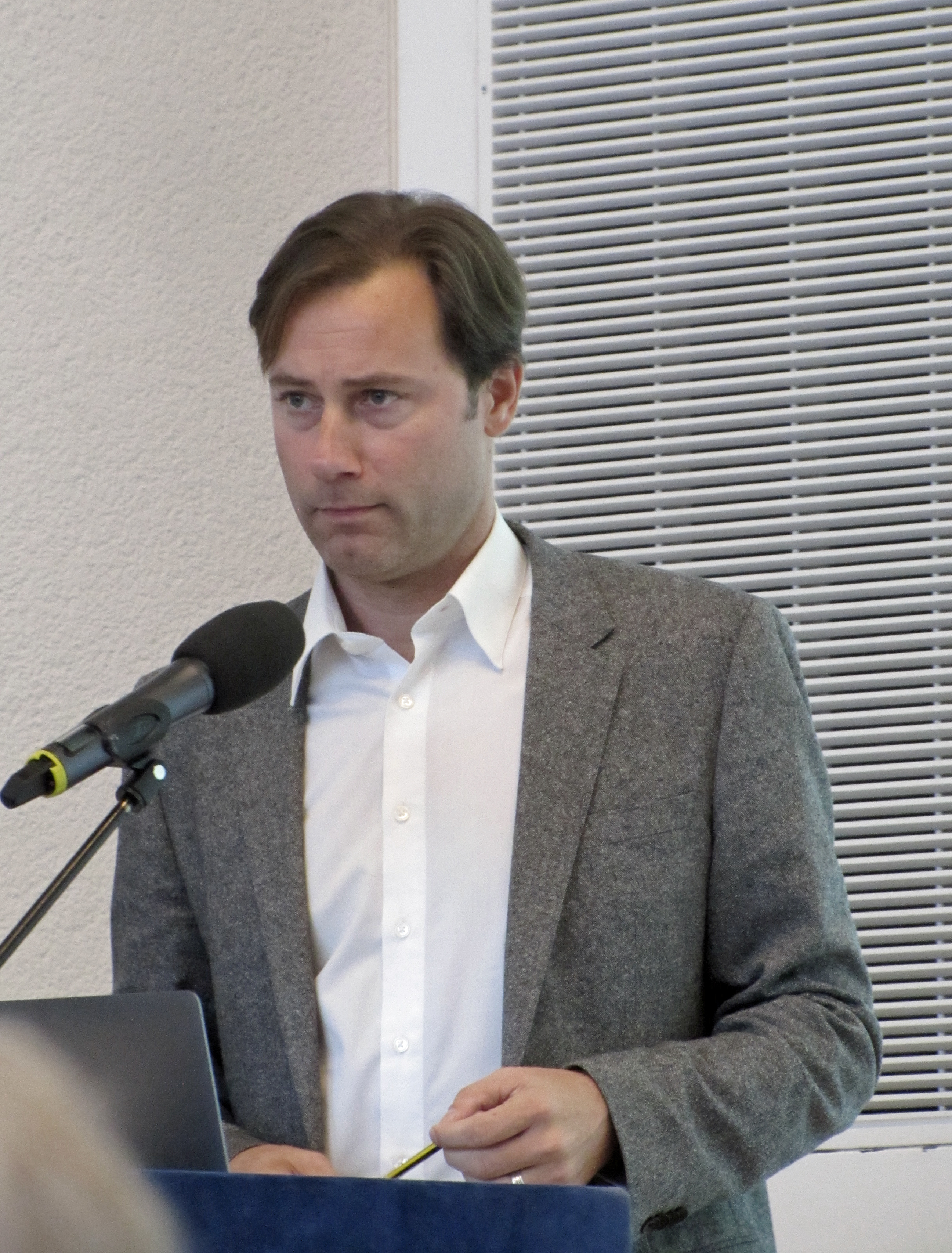
Thomas Biebricher bei den Römerberggesprächen 2019

Thomas Biebricher (* 1974) ist ein deutscher Politikwissenschaftler. Er lehrt als Heisenberg-Professor für Politikwissenschaft mit dem Schwerpunkt Politische Theorie, Ideengeschichte und Theorien der Ökonomie an der Johann Wolfgang Goethe-Universität Frankfurt am Main. 
Biebricher wurde 2003 an der Albert-Ludwigs-Universität Freiburg mit einer Dissertation zur Selbstkritik der Moderne. Habermas und Foucault im Vergleich promoviert. Seine Doktormutter war Ingeborg Villinger. Von 2003 bis 2009 war er als DAAD-Dozent an der University of Florida in Gainesville tätig. Er übernahm verschiedene Positionen an Hochschulen, von 2009 bis 2012 als Leiter einer Nachwuchsforschergruppe am Exzellenzcluster Normative Orders an der Universität Frankfurt am Main. Dort habilitierte er sich 2019 mit der Arbeit The Political Theory of Neoliberalism. Gutachter waren Rainer Forst, Wendy Brown und Darrel Moellendorf. Ab Sommer 2020 war er Associate Professor an der Copenhagen Business School (CBS). Seit Sommer 2022 ist er Heisenberg-Professor in Frankfurt.
In seiner wissenschaftlichen Auseinandersetzung mit den Ursachen und Inhalten neoliberaler Politik bezieht er sich auf wirtschaftswissenschaftliche Theoretiker des Ordo- und Neoliberalismus, wie Walter Eucken, Wilhelm Röpke, Alexander Rüstow, Friedrich August von Hayek, Milton Friedman oder James M. Buchanan.

## Schriften (Auswahl)
- Selbstkritik der Moderne. Foucault und Habermas im Vergleich. Campus, Frankfurt am Main/New York 2004, ISBN 978-3-593-37599-1 (zugleich Dissertationsschrift, Universität Freiburg/Br., 2003).
- Neoliberalismus zur Einführung. 3. Auflage, Junius, Hamburg 2017, ISBN 978-3-88506-743-6.
- Hrsg.: Der Staat des Neoliberalismus. Nomos, Baden-Baden 2016, ISBN 978-3-8487-3256-2.
- The Political Theory of Neoliberalism. Stanford: Stanford University Press, 2018, ISBN 978-1-5036-0364-6 (Habilitationsschrift).
  - deutsche Ausgabe: Die politische Theorie des Neoliberalismus. Suhrkamp, Berlin 2021, ISBN 978-3-518-29926-5.[4] (Sonderausgabe auch Bundeszentrale für politische Bildung, Bonn 2021)
- Geistig-moralische Wende. Die Erschöpfung des deutschen Konservatismus. Matthes & Seitz, Berlin 2019, ISBN 978-3-95757-608-8 (erweiterte Ausgabe, Matthes & Seitz, Berlin 2022, ISBN 978-3-7518-0371-7).
- Mit Ralf Ptak: Soziale Marktwirtschaft und Ordoliberalismus zur Einführung. Junius, Hamburg 2020, ISBN 978-3-96060-312-2.
- Mitte/Rechts. Die internationale Krise des Konservatismus. Suhrkamp, Berlin 2023, ISBN 978-3-518-43099-6.